# Virus (banda)
Virus é uma banda de rock argentina, fundamental dentro do estilo musical new wave da década de 1980 na América do Sul, liderada por Federico Moura até sua morte em dezembro de 1988, causada pelo HIV. Seu irmão tomou então o posto de vocalista principal e a banda continuou até o final de 1989.
Em março de 1994, a banda voltou a reunir-se para retomar suas atividades, continuando até os dias atuais, porém sem recuperar sua popularidade prévia.

## Discografia
- Wadu Wadu, (1981)
- Recrudece, (1982)
- Agujero interior, (1983)
- Relax, (1984)
- Locura, (1985)
- Vivo volumen 2, (1986)
- Virus vivo, (1986)
- Grandes éxitos, (1987)
- Superficies de placer, (1987)
- Tierra del fuego, (1989)
- Nueve, (1998)
- América fatal (simple), (1998)
- Obras cumbres, (2000)
- Caja negra, (2006)